# Église Saint-Maurice de L'Île-Bouchard
Pour les articles homonymes, voir Église Saint-Maurice.
L'église Saint-Maurice est une église paroissiale de culte catholique dans la commune de L'Île-Bouchard, dans le département français d'Indre-et-Loire.
Construite en trois campagnes de travaux entre le XIVe et le XIXe siècle, l'église est classée comme monument historique en 1908.

## Localisation
L'église est construite sur la rive gauche de la Vienne ; il s'agissait de l'église de la paroisse Saint-Maurice devenue la commune de Saint-Maurice-de-l'Île-Bouchard.

## Histoire
Une église dédiée à saint Maurice est mentionnée dans la première moitié du XIIIe siècle, mais l'édifice évoqué est sans doute plus ancien ; il a totalement disparu.
L'église actuelle est édifiée en trois étapes principales. Au XIVe siècle le chœur est construit (vaisseau principal et bas-côtés) mais seules les voûtes des bas-côtés sont montées. À la fin du XVe siècle, après 1483, la nef et le clocher sont élevés, mais la nef n'est pas voûtée ; le portail principal, ouvert dans le mur gouttereau nord, date également de cette campagne. La toiture de l'église est reprise au XIXe siècle, avec la construction des voûtes de la nef et du vaisseau central du chœur ; ces travaux se terminent en 1869.
L'église est classée comme monument historique par arrêté du 7 mai 1908.

## Description

### Architecture
L'église se compose d'une nef de trois travées et d'un chœur de deux travées terminé par un chevet plat. Deux collatéraux courent sur toute la longueur de l'édifice. un clocher de plan hexagonal surmonté d'une flèche elle aussi hexagonale se dresse à l'angle nord-ouest de l'église.
La seconde travée de la nef est percée, au nord, d'un portail rectangulaire en bois surmonté d'un gâble dont les remplages sont de style gothique flamboyant. Les voûtes de la nef, en berceau brisé, sont construites en briques recouvertes d'un enduit peint simulant un appareil de pierre de taille. La toiture de cette partie de l'édifice est à deux versants avec trois pignons secondaires côté sud et deux pignons côté nord, le clocher prenant la place du pignon manquant.
Le clocher, hexagonal, est desservi par un escalier à vis. Chacune des six arêtes est épaulée par un contrefort qui se termine, en haut, par un pinacle et un arc-boutant appuyé sur l'arête correspondante de la flèche. Chaque face de l'étage du beffroi est éclairée par une baie en tiers-point surmontée d'une accolade.
Comme la nef, le chœur se compose d'un vaisseau central et de deux bas-côtés, mais ne comprend que deux travées limitées à l'est par un chevet plat. Si les voûtes des bas-côtés sont en pierre, celles du vaisseau central, comme pour la nef, sont en briques enduites. La toiture à longs pans présente sur chaque versant une rupture de pente concave correspondant au bas-côté. Les murs du chœur sont épaulés par de légers contreforts, trois pour chaque mur gouttereau et quatre pour le chevet.

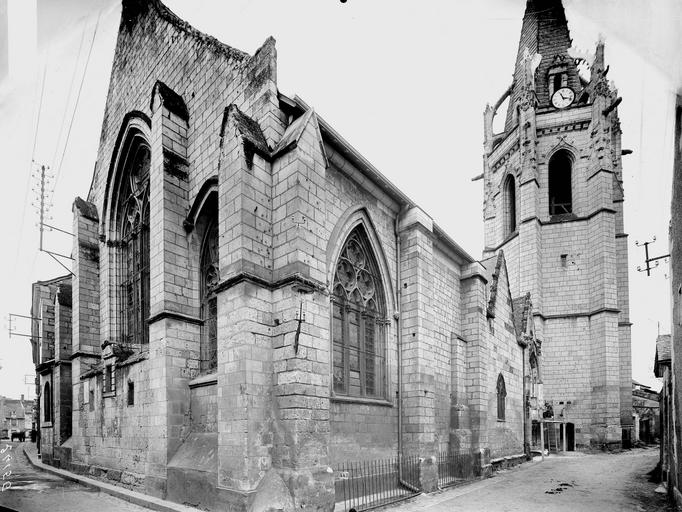
Vue du nord-est.
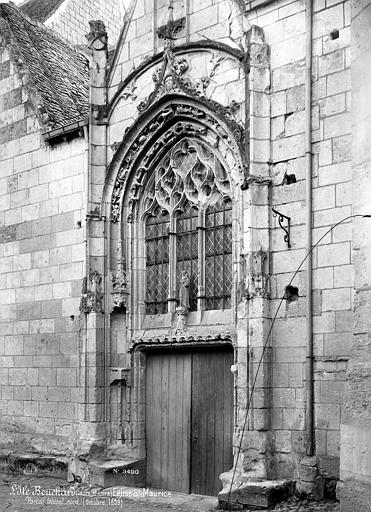
Portail principal.
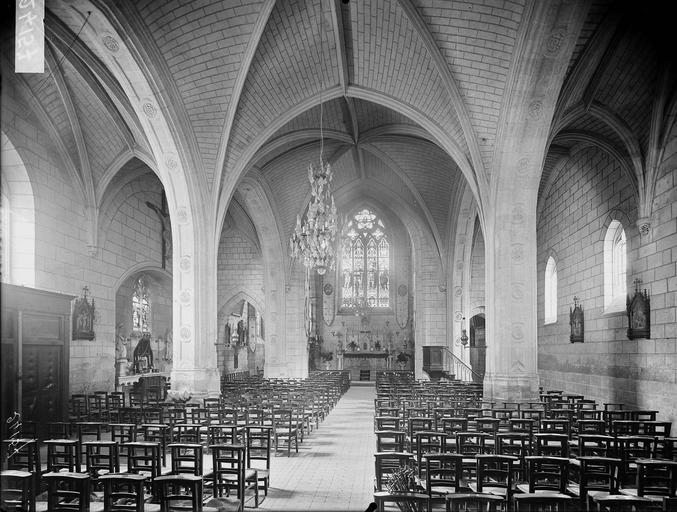
Vue intérieure de la nef.

### Décor et mobilier

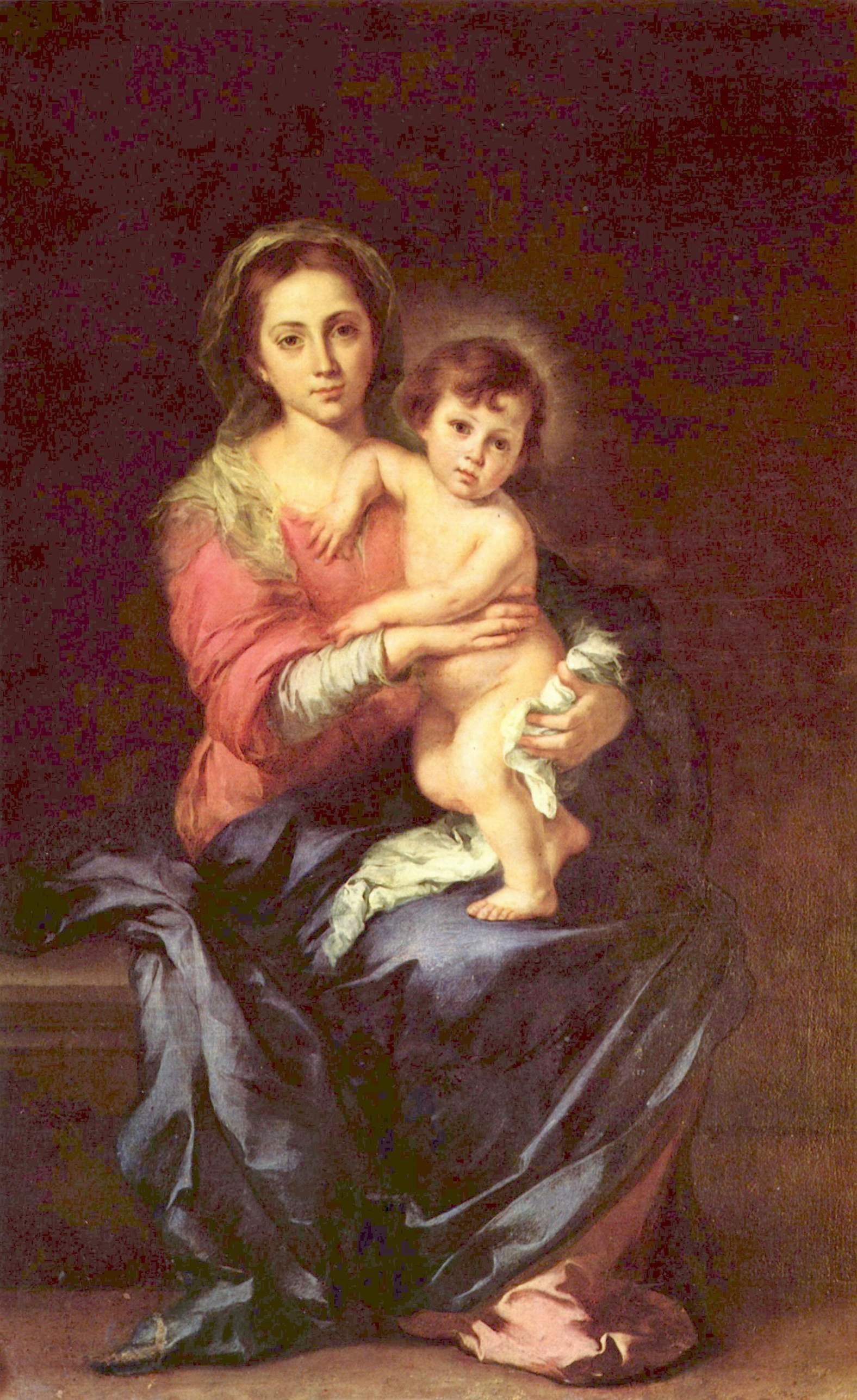
Modèle de la Vierge à l'Enfant (Murillo, Palais Pitti).

Plusieurs éléments du décor ou du mobilier de l'église sont protégés au titre d'objets et figuret dans la base Palissy du ministère de la Culture.
Six verrières datent du XIXe siècle ; certaines d'entre elles proviennent des ateliers Joseph Vantillard, Lucien-Léopold Lobin et Joseph-Prosper Florence.
Un siège de célébrant, peut-être un cathèdre en bois sculpté, originellement destiné à l'ameublement d'un château, est dû à  Victor Aimone.
Trois tableaux du XIXe siècle sont peints par des artistes inconnus ; l'un d'eux est une copie de Saint Louis soignant les malades par Eustache Le Sueur (exposé au musée des Beaux-Arts de Tours) ; le deuxième est une copie d'une Vierge à l'Enfant  de Bartolomé Esteban Murillo (exposé au palais Pitti ; le troisième représente une Adoration des bergers.
Un ciboire en argent ciselé et repoussé de Joseph-Pierre-Adolphe-Dejean et une patène en argent figurent aussi parmi les objets protégés.

## Pour en savoir plus